# Łysaniwci
Łysaniwci (ukr. Лисанівці) – wieś na Ukrainie, w obwodzie chmielnickim, w rejonie chmielnickim, w hromadzie Stara Sieniawa. W 2001 liczyła 534 mieszkańców.